# Agnese (opera)
Agnese è un'opera in due atti di Ferdinando Paër su libretto di Luigi Buonavoglia. La prima rappresentazione ebbe luogo il 20 ottobre 1809 al Teatro di Villa Scotti a Ponte d'Attaro (Parma).

## Introduzione
Agnese, che era stata commissionata a Paër dal conte Fabio Scotti per inaugurare il teatro privato di un suo palazzo,, ebbe subito un'ampia diffusione: fu rappresentata a Napoli nel 1811, a Dresda nel 1812, a Roma, Venezia e Vienna nel 1813, alla Scala di Milano nel settembre del 1814 (con più di cinquanta recite), a Berlino nel 1815, a Monaco nel 1816, a Londra nel 1817, al Théâtre Italien di Parigi nel 1819 (prima rappresentazione il 24 luglio), 1820-21 e 1824. A Parigi il lavoro fu apprezzato per «l'eccellente equilibrio drammaturgico dell'azione, l'ottima fattura e la forte espressività della musica», e per i «cori e il finale ammirevoli». In seguito il lavoro fu ripreso spesso, sempre con grande successo, ed ebbe tra gli interpreti famosi cantanti, come Filippo Galli, Luigi Lablache, Antonio Tamburini e Giuditta Pasta.
Agnese viene considerata, tra le opere semiserie di Paër, quella in cui gli elementi comici e seri sono integrati con maggior maestria.. L'opera, che rappresenta il tema della follia, anticipa situazioni ed elementi psicologici di lavori successivi di fortuna più duratura, come le opere donizettiane Lucia di Lammermoor e Il furioso all'isola di San Domingo.
In tempi moderni l'opera venne ripresa per una rappresentazione in forma di concerto trasmessa dalla Radio Svizzera nel 2008 e, in forma scenica, nel 2019 al Teatro Regio di Torino.

## Trama
La vicenda si svolge nelle vicinanze d'una città del regno di Napoli.
Uberto, impazzito quando la figlia Agnese è fuggita con l'amante Ernesto, viene internato in un manicomio e crede che la figlia sia morta. Alcuni anni dopo Agnese abbandona Ernesto, che l'ha tradita dopo averle dato una figlia, e cerca di riallacciare i rapporti con Uberto. Con l'aiuto del personale del manicomio e grazie a una canzone che cantava da bambina (Come la nebbia al vento), riesce a far ritrovare la ragione al padre, che finalmente la riconosce. L'opera si conclude felicemente: Agnese perdona Ernesto e Uberto, abbracciando la nipotina, accetta la loro unione.

## Brani dell'opera
- Ouverture

### Atto I
- 1 Introduzione Agnese misera (Ernesto, Coro)
- 2 Cavatina Tutto è silenzio intorno (Agnese)
- 3 Scena Oh ciel, che suono è questo? (Agnese, Uberto)
- 4 Duetto Quel sepolcro, che racchiude (Agnese, Uberto)
- 5 Scena Vieni, mi segui (Uberto, Agnese, Custode)
- 6 Aria Bella cosa è l'esser padre (Don Pasquale)
- 7 Terzetto Si dirà, che siete un orso  (Vespina, Carlotta, Don Pasquale)
- 8 Duetto Ora a lei che mai dirò (Agnese, Don Pasquale)
- 9 Recitativo e Aria No, che tu vivi... Cielo, pietoso Cielo (Ernesto)
- 10 Scena
- 11 Finale I Ecco il soggiorno orribile (Agnese, Don Girolamo, Don Pasquale, Uberto, Custode, Coro)

### Atto II
- 12 Introduzione Zitto zitto, piano piano (Vespina, Coro, Don Pasquale)
- 13 Aria Colui, che pel denaro (Don Girolamo)
- 14 Preghiera Il padre, o ciel, mi rendi (Agnese)
- 15 Scena e Aria Ah, è dessa... Se fur sogno i miei tormenti (Uberto)
- 16 Aria La gioia alfine (Vespina)
- 17 Duetto Sì, capisco, ora v'intendo (Ernesto, Don Pasquale)
- 18 Coro Evviva, il ciel ci rende
- 19 Recitativo e Duetto Ah, figlia, figlia mia... A questo sen ritorna (Agnese, Ernesto)
- 20 Cavatina La vita umana è un mare (Uberto)
- 21 Finale II Se sentissi qual fiamma vorace (Vespina, Agnese, Carlotta, Ernesto, Don Girolamo, Uberto, Don Pasquale)

### Brani alternativi
- 13a Aria di Ernesto Ah, se il fato, oh dio, non frena (composta per il Théâtre Italien nel 1819)
- 15bis Scena e Aria di Agnese Dove m'inoltro... Da te solo, o ciel clemente (composta per il Théâtre Italien nel 1819)
- 19a Duetto Agnese-Ernesto Tu del tuo amor mi parli (composto per il Théâtre Italien nel 1824)
- 21a Come la nebbia al vento (composta per il Théâtre Italien nel 1824)

## Discografia
- 2008 - Giorgio Valerio (Uberto), Linda Campanella (Agnese), Riccardo Novaro (Don Pasquale), Jeremy Palumbo, (Don Girolamo), Emanuele D'Aguanno (Ernesto), Giuliana Castellani (Carlotta), Alena Dantcheva (Vespina) - Direttore: Diego Fasolis - Orchestra e Coro della Radio Svizzera Italiana - CD: House of Opera CD8334/5[7]

## Registrazioni video
- 2019 - Markus Werba (Uberto), Maria Rey-Joly (Agnese), Filippo Morace (Don Pasquale), Andrea Giovannini (Don Girolamo), Edgardo Rocha (Ernesto), Lucia Cirillo (Carlotta), Giulia Della Perutta (Vespina) - Direttore: Diego Fasolis - Orchestra e Coro del Teatro Regio di Torino - DVD: Dynamic.[8]